# A Maldív-szigeteken történt légi közlekedési balesetek listája
A Maldív-szigeteken történt légi közlekedési balesetek listája mind a halálos áldozattal járó, mind pedig a kisebb balesetek, meghibásodások miatt történt, gyakran csak az adott légiforgalmi járművet érintő baleseteket is tartalmazza évenkénti bontásban.

## A Maldív szigeteken történt légi közlekedési balesetek

### 2017
- 2017. október 4. 16:16 körül, Hulhumalé-lagúna. A Maldivian Airlines De Havilland DHC-6-300 Twin Otter típusú kisrepülőgépe tengerbe zuhant. A gépen 15 utas tartózkodott. A balesetben senki sem sérült meg.[1]
- 2017. november 21., Male-sziget. A Maldivian Airlines 8Q-IAG lajstromjelű 1969-es de Havilland DHC-6 Twin Otter utasszállító kisrepülőgépe a Male sziget partjainál, rossz időjárási körülmények között tengerbe zuhant. A gép fedélzetén 12 utas volt és kétfős személyzet. A baleset következtében csak kisebb sérüléseket szenvedtek el a gépen tartózkodók.[2]